# Махмудов, Ильгар Акиф оглы
Ильгар Акиф оглы Махмудов (азерб. İlqar Akif oğlu Mahmudov; род. 2 июня 1975, Баку) — глава исполнительной власти Губинского района.

## Биография
Родился 2 июня 1975 года в г. Баку. В 1997 году окончил факультет международного права и международных отношений Бакинского государственного университета.
Получил дополнительное образование с 2001 по 2003 год на факультете международных экономических отношений Азербайджанского государственного экономического университета и с 2007 по 2010 год на юридическом факультете БГУ.
Кандидат юридических наук.
С 1997 по 2003 год являлся помощником министра образования Азербайджана.
С 2003 по 2016 год являлся директором Бакинского гуманитарного колледжа при Азербайджанском государственном университете культуры и искусств.
С 2016 по 2018 год являлся начальником территориального финансового расчётного центра №4 по Шекинскому, Огузскому и Габалинскому районам Министерства образования Азербайджана.
С 2018 по 2019 год являлся заместителем начальника отдела общего образования Министерства образования Азербайджана.
С 2019 по сентябрь 2023 года являлся начальником отдела внутреннего контроля Министерства науки и образования Азербайджана.  
Глава исполнительной власти Губинского района (с 31 августа 2023).
Член партии «Новый Азербайджан».